# 龙岩杜鹃
龙岩杜鹃（学名：Rhododendron florulentum）为杜鹃花科杜鹃花属下的一个种。

## 扩展阅读
- 維基物種上的相關：龙岩杜鹃